# オヌール・ブルト
オヌール・ブルト（Onur Bulut, 1994年4月16日 - ）は、ドイツ・ヴェルドール出身のサッカー選手。スュペル・リグ・ベシクタシュ所属。トルコ代表。ポジションはDF。

## 経歴
2016年5月、フライブルクに加入した。
2018年1月、アイントラハト・ブラウンシュヴァイクと3年半契約を結んだ。
2019年7月27日、アランヤスポルに加入し母国に帰還した。
2023年2月8日、ベシクタシュと3年半契約を結んだ。

### 代表歴
2022年11月19日、チェコ代表との親善試合でA代表デビューした。